# Camille Corot
Jean-Baptiste-Camille Corot, född 26 juli 1796 i Paris, Frankrike, död 22 februari 1875 i Paris, var en fransk landskaps- och porträttmålare.

## Biografi
Camille Corot var son till Louis-Jacques Corot och Marie-Francoise Corot. Han studerade en tid hos Achille Etna Michallon, därefter hos Jean-Victor Bertin. Han skolades i den klassiska landskapstraditionen, vilken till stor del byggde på Poussins måleri. Under friluftsstudier började Corot att finna sin personliga stil, och kom även under vandringar till Barbizon, där han gjorde bekantskap med den där befintliga kolonin av landskapsmålare (Barbizonskolan) och fick tillfälle att ytterligare utveckla sin teknik. Han begav sig 1825 till Rom, dit han senare återkom 1834 och 1843.
Det finns tre skilda stilar i Corots måleri. De tidiga klassiska landskapen, målade i en rikt varierad färgskala, ofta i det starka ljuset från en italiensk måne, påverkade Cézanne och de andra impressionisterna att bygga upp sina målningar med hjälp av tonala kontraster istället för med en noggrann teckning. Till den andra stilfasen hör de beslöjade, "försilvrade" skogslandskap som han målade med början 1850, till exempel Ville d'Avray. Slutligen utförde han några porträtt och studier av kvinnor, till exempel Flickan med pärlan (1842). Corot är representerad vid bland annat Göteborgs konstmuseum och Nationalmuseum i Stockholm.

## Eftermäle
Asteroiden 6672 Corot är uppkallad efter Camille Corot.

## Utmärkelser
- Riddare av Hederslegionen,  25 juli 1846[16]
- Officer av Hederslegionen,  29 juni 1867[16]
- Riddare av Leopoldsorden,  1872

[Redigera Wikidata]

## Galleri

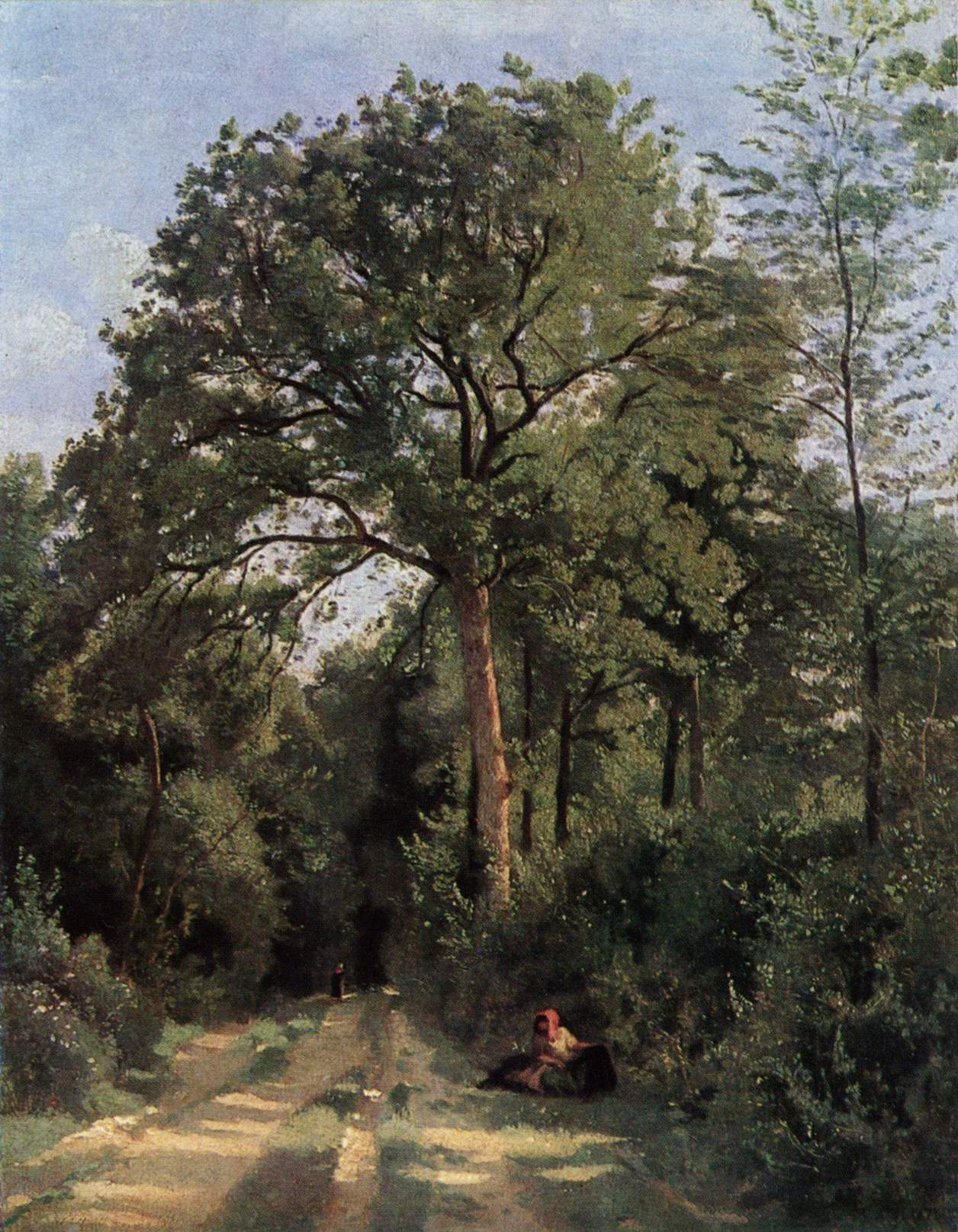
Entrée du bois à Ville d'Avray (c:a 1825)
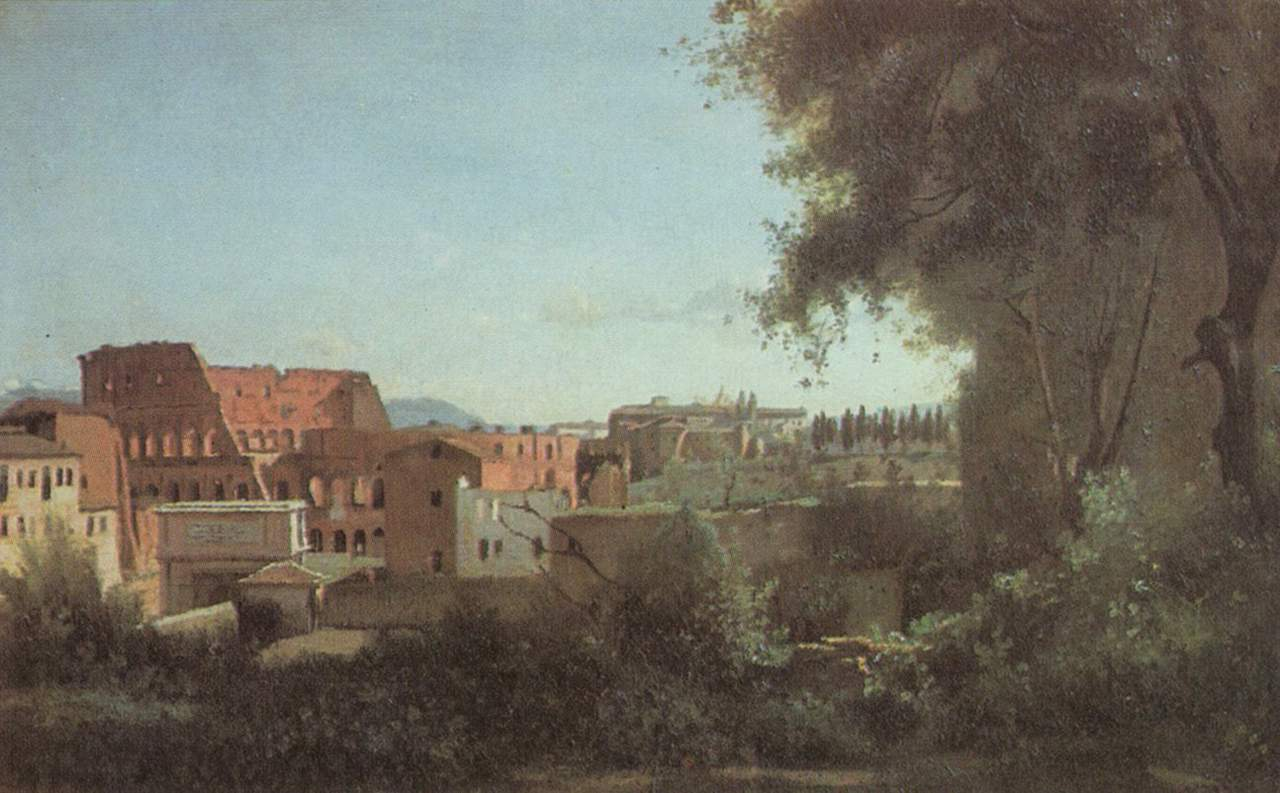
Vy över Colosseum (1826)
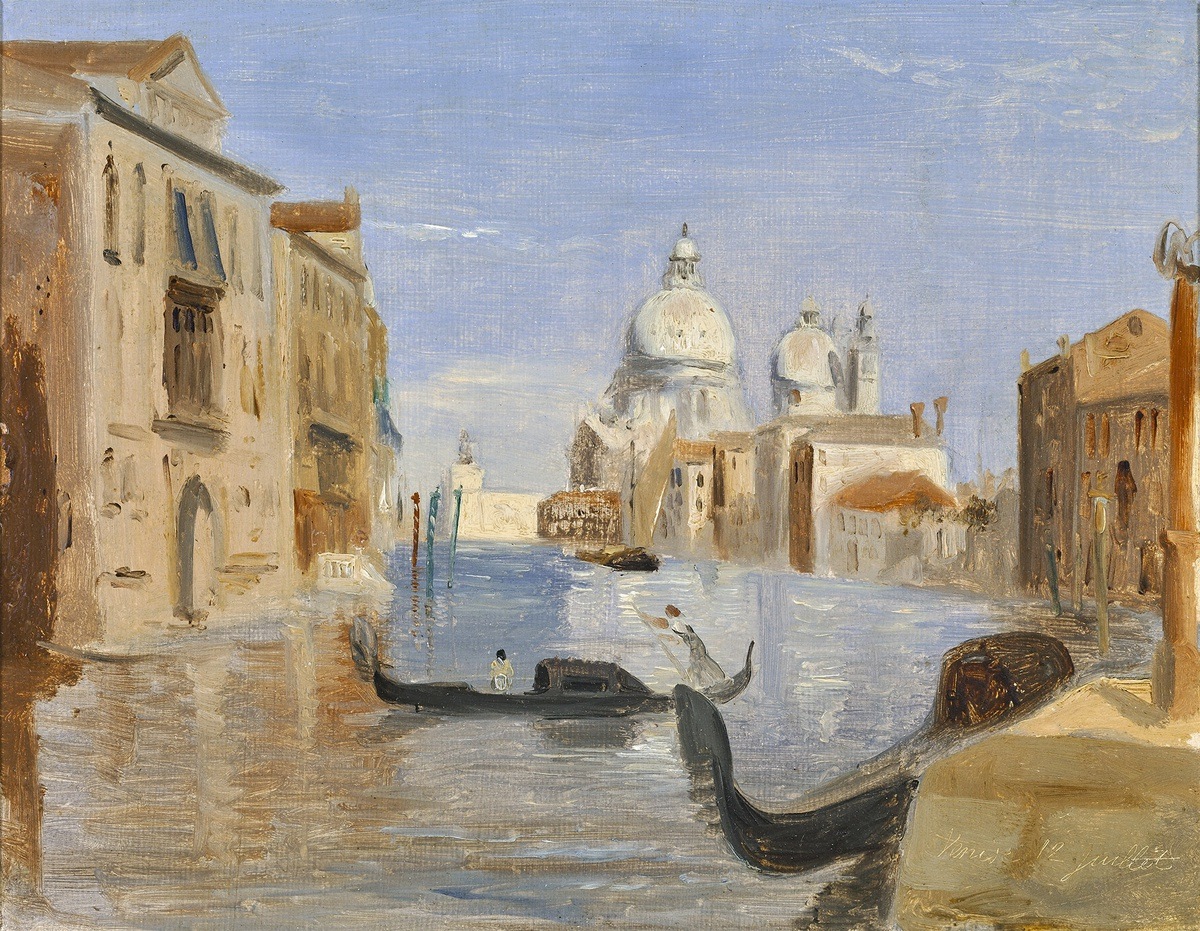
Vy från Venedig (1828)
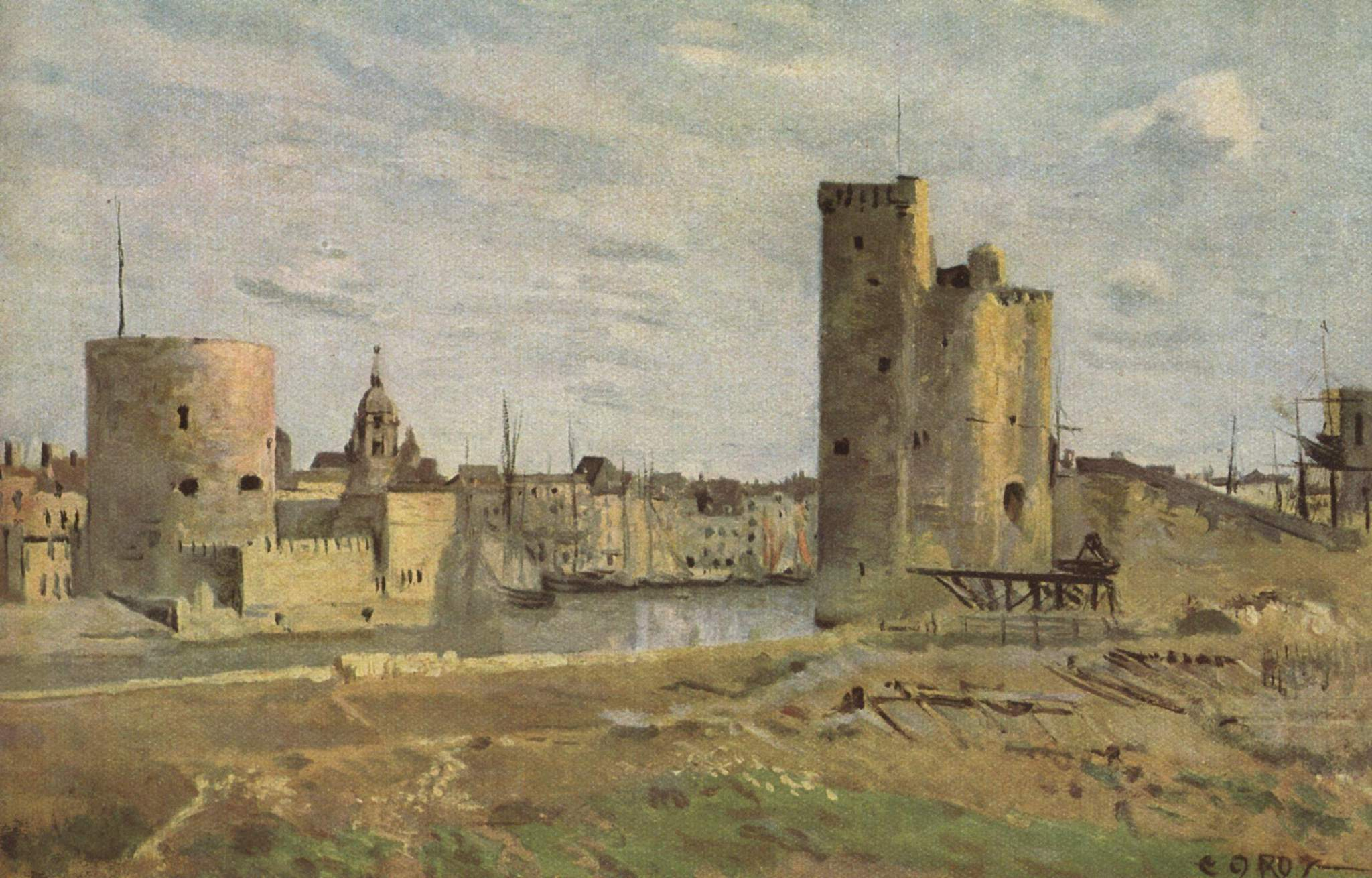
La Rochelle, Hamninfarten (1851)
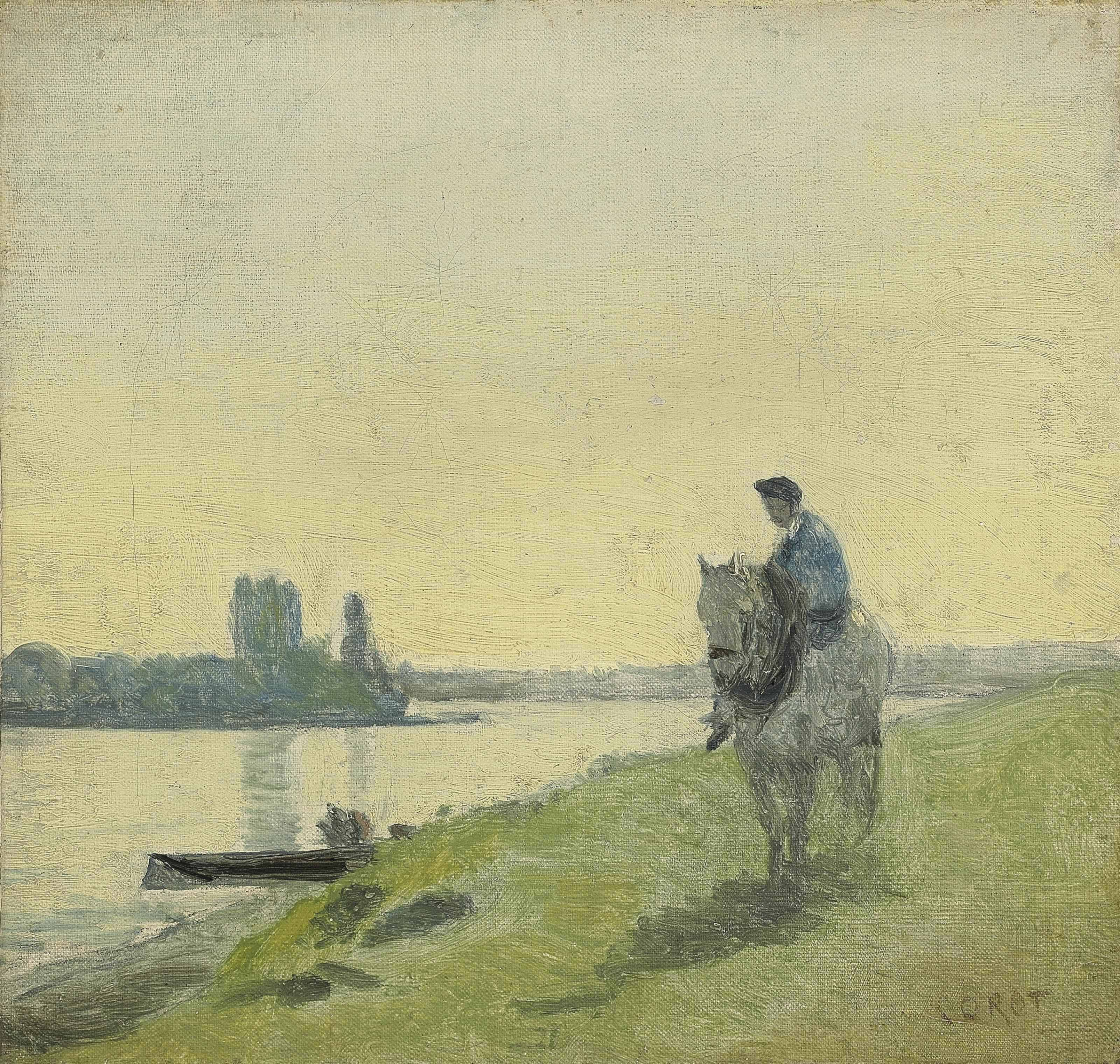
Haleur de bateau sur son cheval (c:a 1855-60)
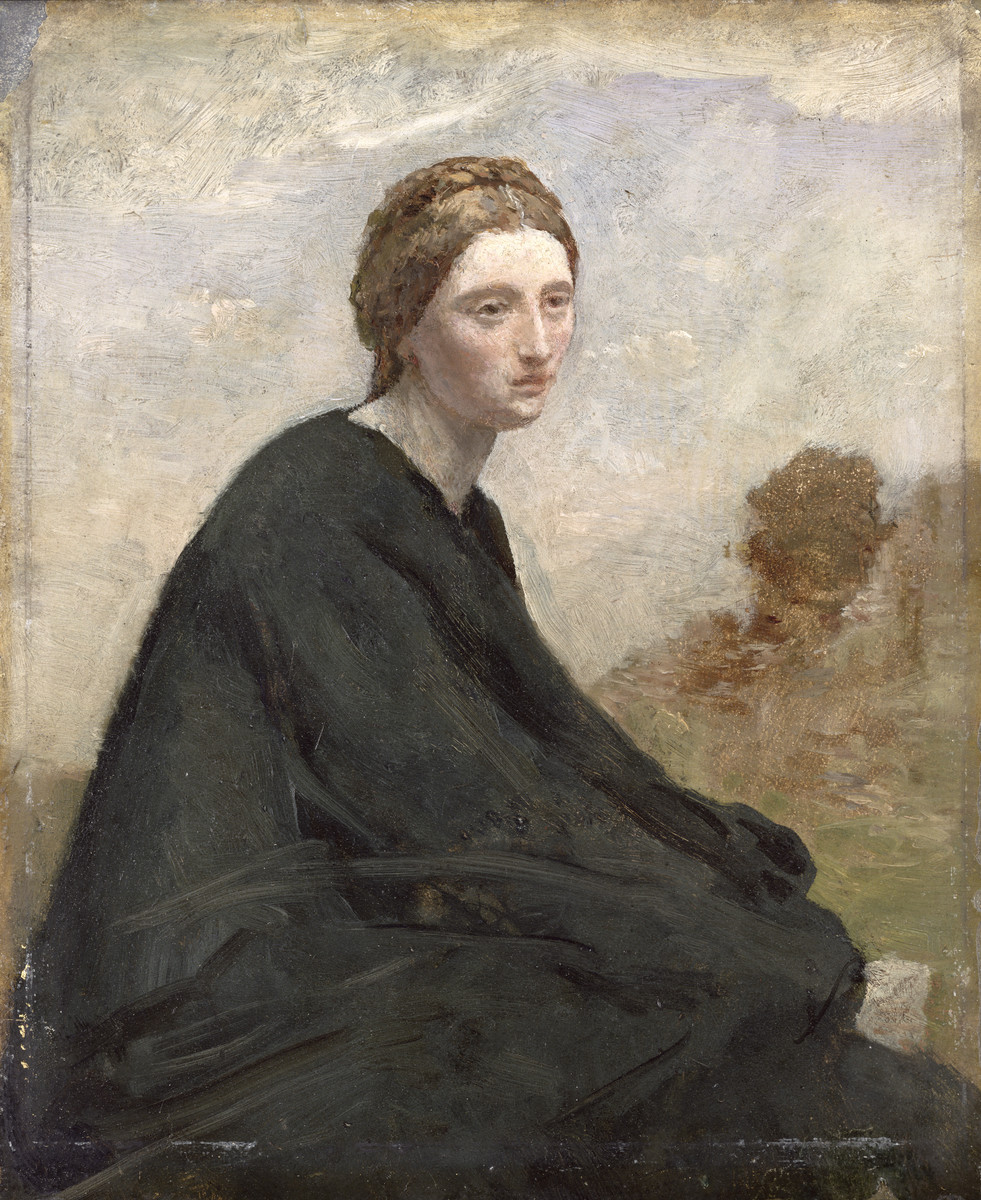
The Brooding Girl (c:a 1857)
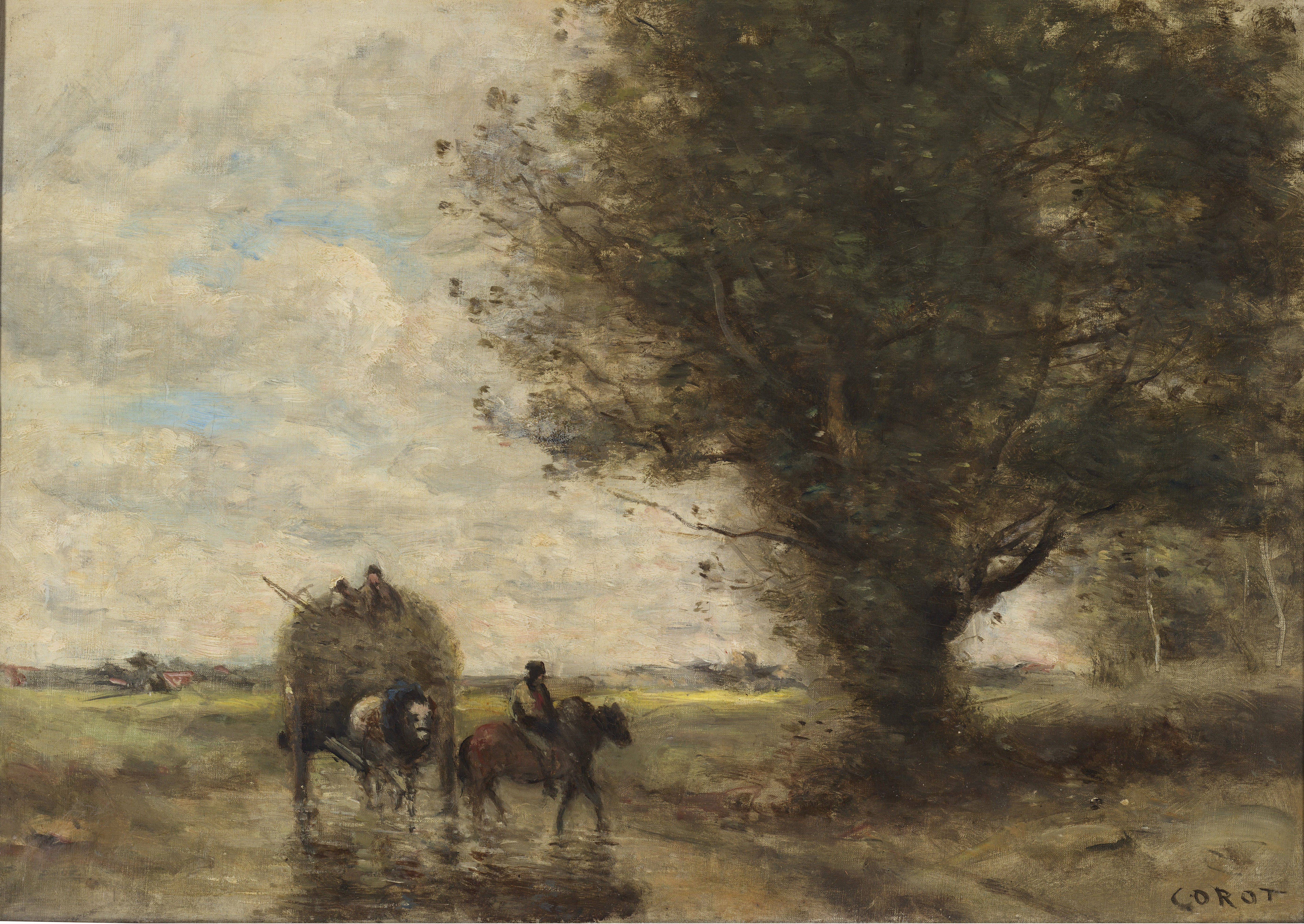
Hölass (mellan 1860 och 1870)
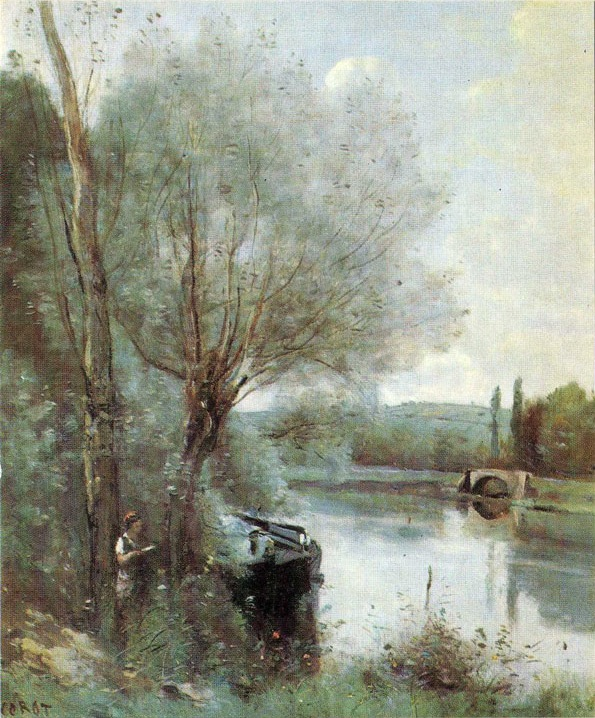
Läsaren vid strandkanten (mellan 1865 och 1870)
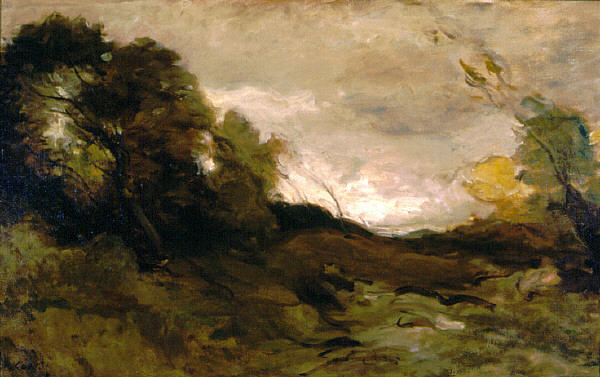
Enslig dal (1870)
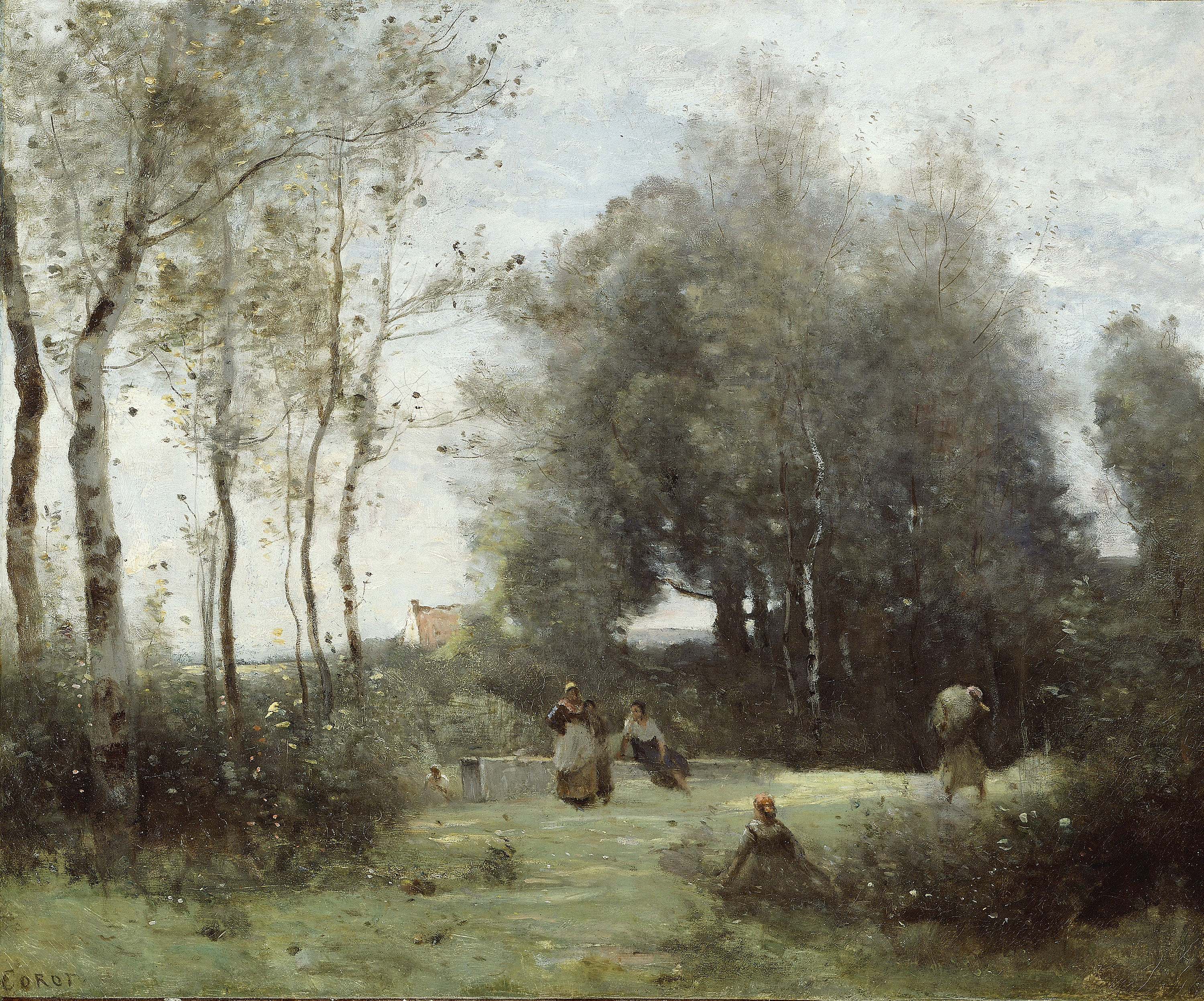
Arleux-Palluel, The Bridge of Trysts (mellan 1871 och 1872)
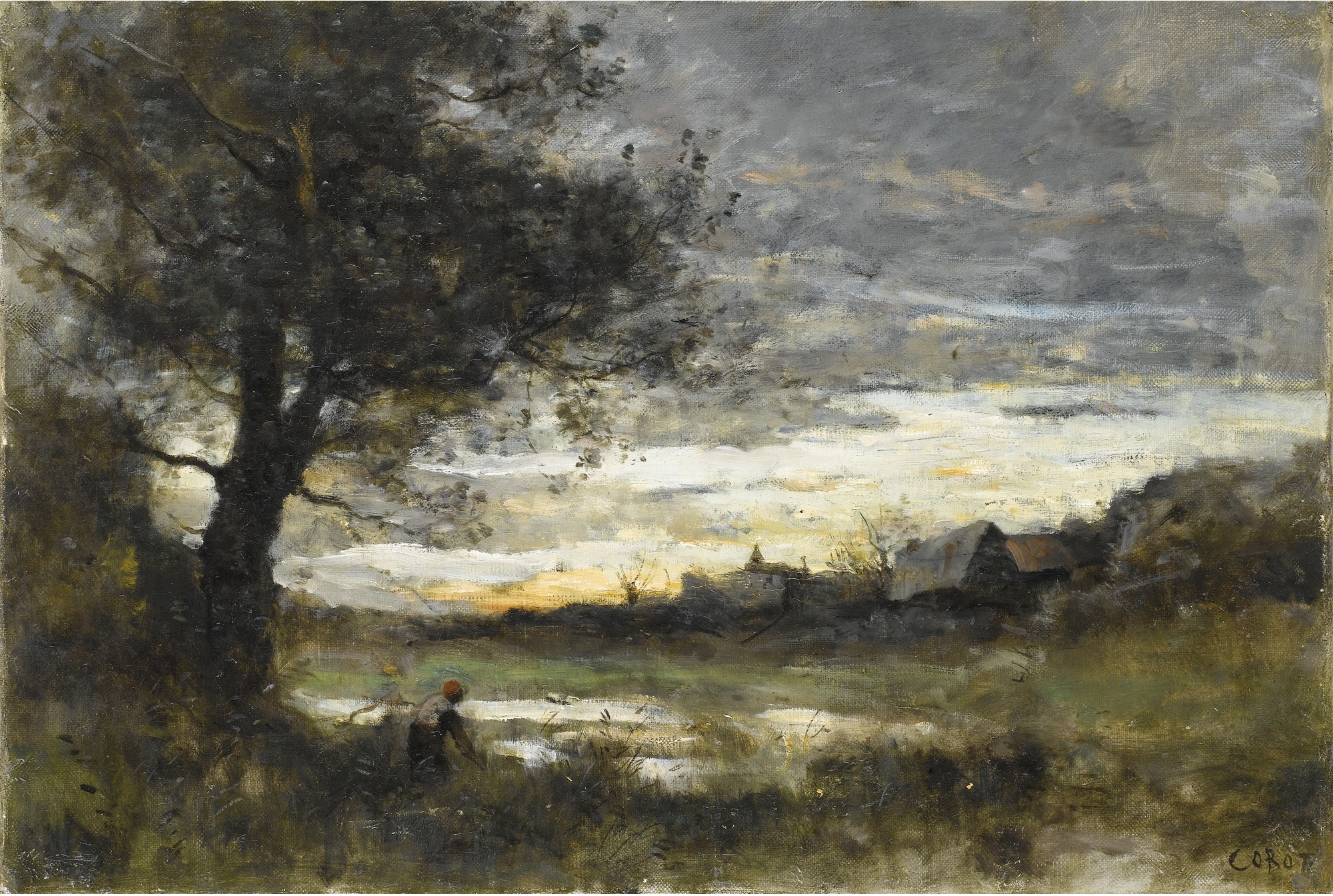
Souvenier de Normandie, soleil couchant (före 1872)
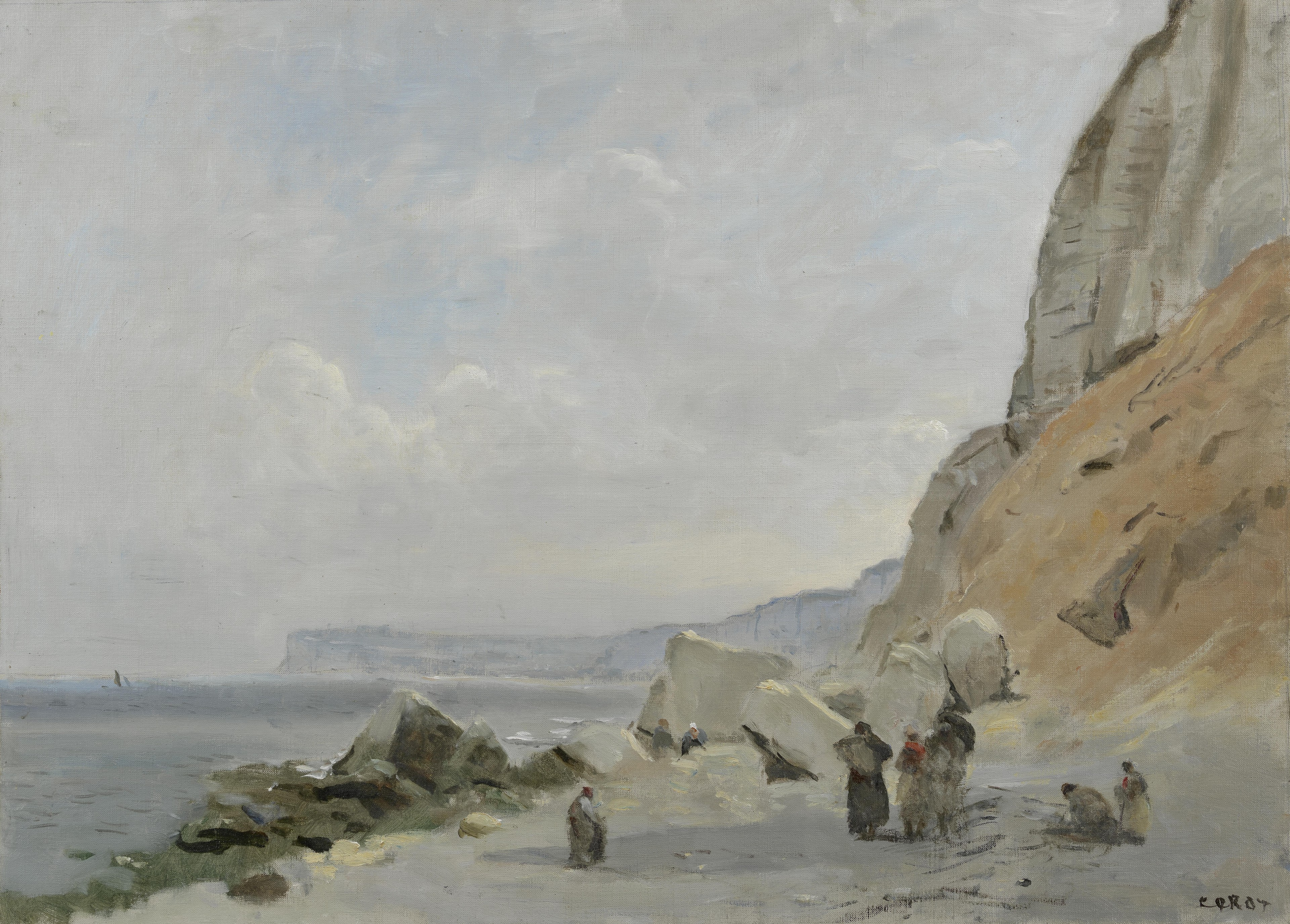
Chalk Cliffs near Yport (1872)
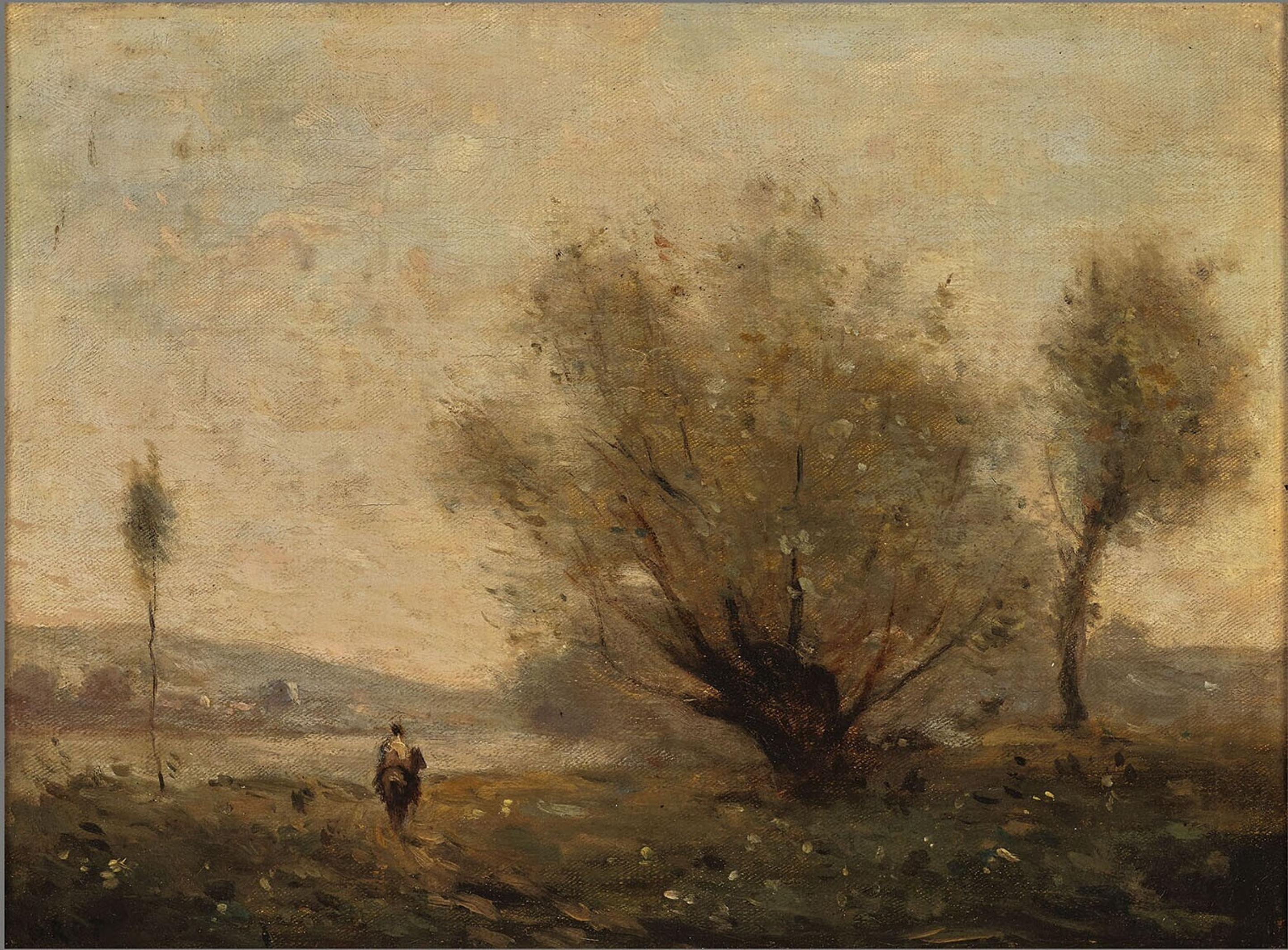
Landskap nära Ville-d' Avray (1873)
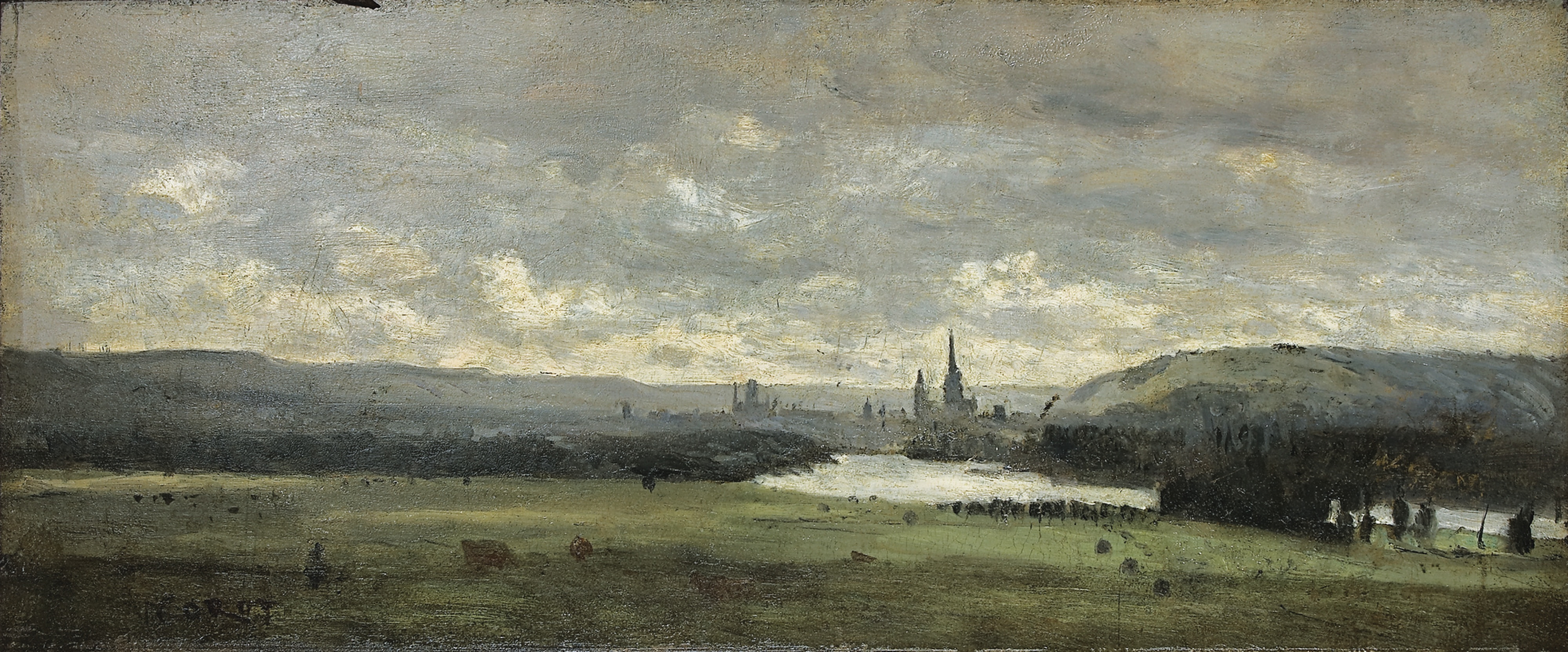
Rouen, une vue panoramique de la Seine au premier plan (u. å.)